# SuS Menden 09
Der SuS Menden 09 war ein Fußballverein der Stadt Menden im Sauerland. Die Mannschaft spielte im Huckenohlstadion am Oesberner Weg. 

## Geschichte

### Strukturelle Entwicklung
Der Verein wurde am 1. Juli 1909 gegründet. Nach dem Ausbruch des Ersten Weltkrieges schloss sich der Verein dem Mendener Turnverein an. Im Jahre 1919 lösten sich die ehemaligen SuS-Mitglieder unter dem Namen Verein für Körperpflege Menden ab, der sich am 6. April 1924 mit dem im Jahre 1910 gegründeten VfB Menden zum SuS Menden 09 zusammenschloss. Nach dem Ende des Zweiten Weltkrieges mussten sich alle Sportvereine Mendens in der Neugründung VfL Menden aufgehen, doch kurze Zeit später konnte der SuS Menden 09 neu gegründet werden. Im Jahre 1973 fusionierte SuS Menden 09 mit dem Verein Alemannia Menden zum BSV Menden.

### Fußball
Die Fußballer von SuS Menden 09 gehörten im Jahre 1933 zu den Gründungsmitgliedern der damals zweitklassigen Bezirksklasse Westfalen. Jedoch stieg die Mannschaft gleich in der ersten Saison als Tabellenletzter wieder ab. Es gelang der direkte Wiederaufstieg und die Mendener belegten mehrfach den dritten Platz. Nach Kriegsende gelang in der Saison 1946/47 der Aufstieg in die Landesliga Westfalen, die seinerzeit die höchste Amateurliga bildete. Dort wurden die Mendener in der Saison 1953/54 Vizemeister hinter den Sportfreunden Siegen. Ein Jahr später beendeten beide Mannschaften die Saison punktgleich an der Tabellenspitze. Das Endspiel um die Staffelmeisterschaft gewannen die Siegener jedoch mit 4:3 nach Verlängerung. In der Saison 1955/56 gelang die Qualifikation für die neu geschaffene Verbandsliga Westfalen. Gleich in der Debütsaison 1956/57 mussten die Mendener wieder absteigen. Zwar gelang der direkte Wiederaufstieg, jedoch musste die Mannschaft die Verbandsliga nach der Saison 1958/59 nach einer Entscheidungsrunde wieder verlassen. Erst 1961 gelang der erneute Aufstieg in die Verbandsliga, die jedoch schon nach der Saison 1962/63 wieder verlassen werden musste. Die Mendener spielten noch bis ins Jahr 1970 in der Landesliga, bevor es in die Bezirksliga herunterging.
Das wohl bedeutendste Spiel absolvierte der SuS Menden 09 am 5. Juni 1954 in der ersten Runde des Westdeutschen Pokal aus. Das Spiel gegen den damaligen amtierenden deutschen Meister Borussia Dortmund vor 5000 Zuschauern wurde in der vierten Minute der Verlängerung wegen Dunkelheit beim Spielstand von 1:1 abgebrochen. Das Wiederholungsspiel am 9. Juni 1954 verloren die damals von Willi Multhaup trainierten Mendener allerdings im Stadion Rote Erde in Dortmund mit 0:2.

### Leichtathletik
Bei den Deutschen Leichtathletik-Meisterschaften 1953 belegte Hans-Walter Friedrich den dritten Platz im 800-Meter-Lauf und Karl Lewald den vierten Platz in Weitsprung. Ein Jahr später wurde die 4-mal-400-Meter-Staffel der SuS Menden 09 Fünfter.

## Fusionspartner Alemannia Menden
Fusionspartner Alemannia Menden wurde im Jahre 1901 als Turnabteilung innerhalb des Gesellenvereins gegründet. Dieser fusionierte im Jahre 1931 mit der Turn- und Leichtathletikabteilung Arminia des Jünglingsvereins Menden zu Alemannia Menden. Die Alemannia gehörte dem katholischen DJK-Sportverband an und wurde als solcher im Jahre 1934 von den Nationalsozialisten verboten. Zwischen 1934 und 1935 existierte kurzzeitig der Verein SC Menden 10. Die Alemannia wurde im Jahre 1945 neu gegründet. Die erste Fußballmannschaft spielte von 1957 bis 1961 in der Landesliga. Bei den Deutschen Leichtathletikmeisterschaften 1955 belegte die 4-mal-400-Meter-Staffel der Männer den fünften Platz.

## Nachfolgeverein BSV Menden

### Geschichte
Der BSV Menden übernahm den Platz des SuS 09 in der Bezirksklasse und schaffte im Jahre 1976 den Aufstieg in die Landesliga, dem zwei Jahre später der Aufstieg in die Verbandsliga folgte. Drei Jahre hielten sich die Mendener dort, bevor es zurück in die Landesliga ging. Der direkte Wiederaufstieg wurde als Vizemeister verpasst, ehe die Mannschaft 1984 in die Bezirksliga absteigen musste. Nach Vizemeisterschaften in den Jahren 1986 und 1987 gelang dann im Jahre 1990 der Aufstieg in die Landesliga, dem ein Jahr später der Durchmarsch in die Verbandsliga folgte. Rang fünf in der Saison 1994/95 bedeutete den sportlichen Zenit der Mannschaft, ehe es 1997 wieder runter in die Landesliga ging, die zur sportlichen Heimat der Mendener wurde. Lediglich in der Saison 2006/07 spielte die Mannschaft in der Verbandsliga und in der Saison 2012/13 in der Bezirksliga.

### Persönlichkeiten
- Paul Freier
- Christofer Heimeroth
- Kai Hesse
- Dieter Lemke